# Krzysztof Kuczewski
Krzysztof Kuczewski – polski inżynier, dr hab. nauk rolniczych, profesor zwyczajny  Instytutu Inżynierii Środowiska Wydziału Inżynierii Kształtowania Środowiska i Geodezji Uniwersytetu Przyrodniczego we Wrocławiu i Katedry Ochrony Powierzchni Ziemi Wydziału Przyrodniczego i Technicznego Uniwersytetu Opolskiego.

## Życiorys
Obronił pracę doktorską, 1 stycznia 1991 habilitował się na podstawie pracy zatytułowanej Skuteczność oczyszczania ścieków bytowo-gospodarczych na biologicznych ociekowych złożach torfowych. 10 stycznia 2001 nadano mu tytuł profesora w zakresie nauk rolniczych. Objął funkcję profesora zwyczajnego w Instytucie Inżynierii Środowiska na Wydziale Inżynierii Kształtowania Środowiska i Geodezji Uniwersytetu Przyrodniczego we Wrocławiu i w Katedrze Ochrony Powierzchni Ziemi na Wydziale Przyrodniczym i Technicznym Uniwersytetu Opolskiego.